# Plötzlich Opa
Plötzlich Opa ist der Titel einer deutschen Filmkomödie, die 2004 von der ARD und Degeto Film produziert wurde, jedoch erst 2006 erstmals im deutschen Fernsehen zu sehen war.

## Handlung
Nachdem die Eltern des dreizehnjährigen Jonas Ettenberger bei einem Verkehrsunfall ums Leben gekommen sind, muss der Hamburger Großstadtjunge auf Anordnung des Jugendamts zu seinem Großvater in der tiefsten bayerischen Provinz ziehen. Nur schwer gewöhnt sich der Junge ans Landleben und an die Mundart, ebenso der verwitwete Opa an seinen Enkel, den er erst jetzt kennenlernt, da der Kontakt zu seinem Sohn, Jonas’ Vater, schon seit langer Zeit abgerissen ist. Allerdings freundet sich Jonas rasch mit seiner neuen Klassenkameradin Julia Stelzer an.
Jonas hat außer seinem Großvater noch einen Onkel, Harald Messner, der mit seiner Frau Sonja in relativem Wohlstand am Starnberger See lebt. Als die beiden herausfinden, dass Jonas viel Geld geerbt hat, erstreiten sie das Sorgerecht, von dem sich vor allem Sonja finanziellen Gewinn verspricht. Jonas, dem es mittlerweile bei Opa Ludwig und dessen Haushälterin Rosi sehr gut gefällt, muss erneut umziehen und beginnt gegen seine Tante zu rebellieren, um wieder bei seinem Opa leben zu dürfen. Auch Julia kämpft um ihren Freund. Mit Hilfe des neuen Freundes ihrer Mutter, des Rechtsanwalts Patrick von Halen, gelingt es ihnen.

## Kritiken
Das Lexikon des internationalen Films sieht in der Produktion eine „unterhaltsame und einfühlsame Familienkomödie, die eine gefühlvolle Geschichte um gegenseitiges Vertrauen erzählt.“ Tilman P. Gangloff urteilt auf tittelbach.tv, der Film sei besser, als seine Handlungsangabe vermuten lasse, denn sei die Handlung auch „reichlich konstruiert“, so machten doch die durch die Bank guten Darsteller den Film sehenswert. TV Spielfilm dagegen fasst kurz zusammen: „Klischee-Parade auf Volkstheater-Niveau“.

## Hintergrundinformationen
Die moderne Variante der Heidi-Geschichte, mit einem Jungen als Hauptfigur, wurde von August bis September  2004 in München und Umgebung produziert, und fand am 14. Januar 2006 in der ARD ihre Erstaufführung.